# Фиалка пальчатая
Фиа́лка пальчатая (лат. Viola dactyloides) — вид двудольных растений рода Фиалка (Viola) семейства Фиалковые (Violaceae). Впервые описан австрийским ботаником Йозефом Шультесом.

## Ботаническое описание
Многолетнее травянистое растение высотой до 25 см. Корневище косое, темное, с тёмными шнуровидными корнями.
Листья на голых или слегка опушённых черешках 3.5—22 см длиной. Листовые пластины сверху рассеянно, снизу довольно густо опушённые, иногда голые, пальчатые, с 5 цельными, зубчатыми, раздельными или рассечёнными, продолговатыми, продолговато-яйцевидными или широкояйцевидными долями на коротких оттопыренно-волосистых черешочках.. Прилистники плёнчатые, ланцетные, туповатые, светлые, с редкими бахромками, до половины и более сросшиеся с черешками листьев.
Цветки прямые, голые. Прицветники расположены ниже середины цветоножки, ланцетные, 3—5 мм дл., голые.
Чашелистники яйцевидные или продолговато-яйцевидные, с тупой верхушкой и коротким округлым или усеченным придатком, тёмно-зелёные, по краю белопленчатые, голые. Лепестки темно-синие, продолговато-обратнояйцевидные (верхний и боковой) и широкообратнояйцевидные (нижний), боковой — с длинной бородкой. Шпорец прямой, на конце вверх загнутый, тупой. Прицветники 3—4 мм дл., округлые, овальные, расположены в нижней части цветоножки.
Плод — коробочка продолговато-овальной формы.
Число хромосом 2n=24.

## Распространение и среда обитания
Произрастает по горным склонам в березовых, лиственных, сосновых лесах, в дубняках, среди редколесья и кустарников, в тени скал.
Растение встречается в Восточной Сибири (Республика Тыва, Красноярский край, Республика Хакасия), на Дальнем Востоке (Якутия), в Китае, Японии.